# Zoque du Chiapas
Le zoque du Chiapas est un continuum linguistique de langues zoques, composé du zoque de Copainalá, du zoque de Francisco León et du zoque de Rayón. Selon l’Instituto Nacional de Estadística y Geografía (INEGI), 68 157 personnes parlent l’otzetzame (zoque) en 2015.

## Tradition littéraire orale ou écrite
La tradition orale des Zoques du Chiapas comprend, entre autres genres, des contes, des récits historico-mythologiques et de la poésie,,.
Dans la littérature zoque contemporaine, la poète Mikeas Sánchez a une œuvre poétique qui bénéficie d'une reconnaissance nationale et internationale,,.

## Écriture
Plusieurs alphabets zoques ont été développés, notamment par la SIL en 1940, le Subsecretaría de Asuntos Indígenas (Subsai) en 1984, l’Instituto Nacional de Educación para Adultos (INEA) en 1997, la Dirección de Educación Indígena (DEI) et les Servicios Educativos para Chiapas (Sech) en 1999-2000.
| a | b | c | ch | d | dy | dz | e | f | g | i | j | l | m | n | ñ | ŋ | o | p | q | r | rr | s | š | t | ty | tz | u | w | y | ʌ | ꞌ |

| a | b | c | ch | d | dz | e | f | g | i | j | k | l | m | n | ñ | ṉ | o | p | q | r | s | t | tz | u | v | y | ø | ꞌ |

| a | b | ch | d | dy | dz | e | g | i | j | k | l | m | n | ñ | ŋ | o | p | s | š | t | ts | ty | u | w | y | ʌ | ꞌ |

| a | e | i | j | k | l | m | n | n̸ | o | p | r | s | t | ts | u | w | y | ø | ' |

| a | e | i | j | k | l | m | n | nh | o | p | r | s | t | tz | u | w | y | ä | ' |